# Teatro Duque de Rivas (Córdoba)
El teatro Duque de Rivas fue una sala de teatro de Córdoba (España) que estuvo situado en la avenida del Gran Capitán junto al edificio que ocupaba el antiguo Gobierno Civil, anteriormente Palacete del Marqúes del Mérito. Fue inaugurado en el año 1924 al ser reformado el antiguo Teatro Circo. Su promotor y gerente fue el empresario del espectáculo Antonio Cabrera Díaz.

## Descripción
Este popular teatro, dedicado a todo tipo de representaciones y proyecciones cinematográficas es recordado, especialmente, por la presencia en su escenario de compañías de revista y «variedades» así como por los concursos «cara al público» organizados por las emisoras de radio de la época. Pasaron por su escenario  los famosos de cada momento: en el arte del cante flamenco La Niña de los Peines, Pepe Pinto, Pepe Marchena, Manolo Caracol y Lola Flores; de la comedia cómica o de ficción Rambal o Santacana, Casimiro Ortas, María Santpere y Lina Morgan; en revista Carmen de Lirio, Cleta Clavel, Celia Gámez, Zori, Santos y Codeso; de la canción española Pastora Imperio, Concha Piquer, Amalia Molina, Amalia Isaura, Jorge Negrete, Juanita Reina o Manolo Escobar; en el cuplé o canzonetistas Dora la Cordobesita, Chelito, y la inquietante Aurora Jaufret «La Goya»; en el baile Vicente Escudero, Carmen Amaya o el Ballet Ruso; en teatro dramático Ana Mariscal, Aurora Bautista, Rafael Rivelles; en lírica Marcos Redondo y muchos más.
Se cerró en el año 1971 -después de cerca de 70 años de actividad ininterrumpida- con un acto homenaje, donde intervino el entonces Alcalde de Córdoba Antonio Guzmán Reina, levantándose por última vez el telón para la actuación del Centro Filarmónico que ofreció un concierto dirigido por Reginaldo Barbera, con Carlos Hacar Montero como director  de coros.